# Гістон H1c
Гістон H1c (англ. Histone cluster 1 H1 family member c) – білок, який кодується геном HIST1H1C, розташованим у людей на короткому плечі 6-ї хромосоми.  Довжина поліпептидного ланцюга білка становить 213 амінокислот, а молекулярна маса — 21 365.
Представник родини білків гістонів H1.
| 10         |  | 20         |  | 30         |  | 40         |  | 50         |
| ---------- |  | ---------- |  | ---------- |  | ---------- |  | ---------- |
| MSETAPAAPA |  | AAPPAEKAPV |  | KKKAAKKAGG |  | TPRKASGPPV |  | SELITKAVAA |
| SKERSGVSLA |  | ALKKALAAAG |  | YDVEKNNSRI |  | KLGLKSLVSK |  | GTLVQTKGTG |
| ASGSFKLNKK |  | AASGEAKPKV |  | KKAGGTKPKK |  | PVGAAKKPKK |  | AAGGATPKKS |
| AKKTPKKAKK |  | PAAATVTKKV |  | AKSPKKAKVA |  | KPKKAAKSAA |  | KAVKPKAAKP |
| KVVKPKKAAP |  | KKK        |  |            |  |            |  |            |

A: Аланін

D: Аспарагінова кислота

E: Глутамінова кислота

F: Фенілаланін

G: Гліцин

I: Ізолейцин

K: Лізин

L: Лейцин

M: Метіонін

N: Аспарагін

P: Пролін

Q: Глутамін

R: Аргінін

S: Серин

T: Треонін

V: Валін

Білок має сайт для зв'язування з ДНК. 
Локалізований у ядрі, хромосомах.